# Masacre de Bojayá
La Masacre de Bojayá es el nombre con que se conoce en el ataque por las FARC a la iglesia de Bojayá, Chocó . Este ataque dejó 119 civiles muertos  y 53 heridos.  El ataque consistió en el lanzamiento de  un "cilindro bomba" o "pipeta" (Un cilindro para gas domiciliario lleno con explosivos, es un Dispositivo Explosivo Improvisado o arma no convencional) lanzado por miembros del Frente 58 del Bloque Noroccidental de las  Fuerzas Armadas Revolucionarias de Colombia (FARC-EP) el 2 de mayo de 2002. El suceso tuvo lugar en el marco de los enfrentamientos armados que en ese mismo pueblo se desarrollaron entre los guerrilleros de las FARC-EP y los paramilitares del Bloque Elmer Cárdenas de las Autodefensas Unidas de Colombia (AUC) , ambas empeñadas en mantener el control de la zona y el acceso al río Atrato.

## Trasfondo
Como ya venía advirtiendo el gobierno colombiano, "La confrontación armada entre la guerrilla y las autodefensas ilegales es muy violenta en la región porque hay intereses económicos y estratégicos en juego: entre otros el tráfico de drogas, la conexión interoceánica, el desarrollo de megaproyectos como el de la carretera Panamericana, y la cercanía de los puertos y de las centrales hidroeléctricas. La región representa además ventajas para estos grupos por constituir una vía para el ingreso de armas y pertrechos desde Centroamérica y por ofrecer rutas favorables para el narcotráfico"

## Antecedentes
El 21 de abril de 2002, en torno al retorno  7 embarcaciones que transportaban un total aproximado de 250 paramilitares de la AUC atravesaron diversos puestos de la fuerza pública colombiana (Punta Turbo, entrada y salida de Riosucio) sin que se registraran incidentes ni detenciones y arribaron a Bellavista, cabecera municipal de Bojayá, y Vigía del Fuerte, provenientes de Turbo.
Los paramilitares se establecieron en los cascos urbanos en donde requisaron y amenazaron a la población, mientras las FARC-EP que controlaban hasta entonces la zona, permanecieron en el área rural. La población de Bellavista solicitó a los paramilitares que se retiraran del casco urbano, como en su momento lo hicieron con la guerrilla, con el objetivo de mantener a la población civil alejada del conflicto. Las AUC se negaron a ello.
Para el día 23 ya se habían cursado alertas a las autoridades por parte de la Oficina en Colombia del Alto Comisionado de Naciones Unidas expresando su preocupación por la incursión de grupos paramilitares en las localidades de Bocas de Curvaradó, Vigía del Fuerte y Bellavista y sus posibles consecuencias para las poblaciones allí asentadas.
Una alerta temprana emitida por la Defensoría del Pueblo, el 24 de abril de 2002, ocho días antes de los hechos, fue dirigida al ministerio de Defensa, a la Policía y al Ejército Nacional, por una inminente incursión paramilitar en el corregimiento Bellavista de Bojayá. En dicha alerta la Defensoría solicitaba se adoptaran medidas para que otorguen una “directa atención a los sucesos que en forma reiterada alteran la tranquilidad en las poblaciones chocoanas, donde la mayoría de sus habitantes son indígenas, campesinos y comunidades negras que viven el enfrentamiento entre todos los grupos armados al margen de la ley". No obstante lo anterior, no parece que se hayan tomado medidas efectivas para evitar que la situación en la zona desembocara en una confrontación militar con grave peligro para la población civil.
La situación de los habitantes, difícil de por sí con el establecimiento de los dos contingentes armados (uno en el casco urbano y otro en las inmediaciones), se complicó aún más a nivel alimentario cuando el 25 de abril las FARC-EP interceptaron en Boca de Arquía la embarcación de la ACIA (Asociación Campesina Integral del Atrato) que transportaba los insumos para abastecer las tiendas comunitarias de toda la región del Atrato Medio, robando toda la carga.
Al día siguiente, 26 de abril, los paramilitares entraron en Puerto Conto, donde establecieron una base. La guerrilla se encontraba en la otra orilla del río Atrato, en el pueblo de San Martín. Para entonces la Defensoría del Pueblo colombiana visitó la zona y emitió otra alerta advirtiendo de los riesgos de un posible enfrentamiento entre los grupos ilegales. Hasta el 2 de mayo no se practicaron iniciativas estatales para responder a esta y la anterior alerta.

## Comienzo de los combates
El 1 de mayo, aproximadamente a las seis de la mañana, se iniciaron los combates en Vigía del Fuerte entre los paramilitares y la guerrilla, concentrándose posteriormente en Bellavista. Por ese motivo, los habitantes comenzaron a refugiarse en la Iglesia, en la casa cural y en la casa de las Misioneras Agustinas. Durante los enfrentamientos, que continuaron todo el día y parte de la noche, la población albergada en los refugios ascendió a un número aproximado de 1500 personas.
Al día siguiente se reiniciaron los combates temprano. Las FARC-EP mantenían su posición en el Barrio Pueblo Nuevo, en la periferia norte del casco urbano. Los paramilitares continuaban ubicados alrededor del área central de Bellavista, protegiéndose entre los edificios y, particularmente, en el anillo de cemento situado frente a la Iglesia, a la casa cural y a la casa de las Misioneras. Otro grupo paramilitar se encontraba en el patio que separa el colegio, la escuela y la Iglesia.
A las 10:00 de la mañana, dos guerrilleros instalaron un lanzador de pipetas en el patio de cemento de una casa de Pueblo Nuevo, situada a una distancia aproximada de 400 metros de la Iglesia con el objetivo de provocar el repliegue paramilitar hacia el sur. A las 10:30 horas, aproximadamente, la primera pipeta cayó en una casa civil ubicada aproximadamente a cincuenta metros de la Iglesia, ocasionando daños materiales. Seguidamente, una segunda pipeta cayó en el patio trasero del puesto de salud sin estallar.
Aproximadamente a las 10:45 horas, la tercera pipeta estalló al atravesar el techo de la iglesia e impactar en el altar. La explosión causó entre 79 muertos directos, otras 13 murieron en los hechos precedentes y posteriores al crimen cometido en la Iglesia de Bellavista y 6 personas que estuvieron expuestas a la explosión de la pipeta y murieron de cáncer en el transcurso de los ocho años siguientes, y alrededor de 98 heridos, un porcentaje significativo de ellos menores de edad y todos ellos civiles no combatientes. Como consecuencia los supervivientes de la masacre escaparon del recinto para internarse en el área rural unos o atravesando el fuego cruzado con banderas blancas y reivindicando su condición de población civil otros, guiados por los sacerdotes. De esa manera lograron acercarse a las embarcaciones, cruzar el río y arribar a Vigía del Fuerte.
Aún cayó una cuarta pipeta que no llegó a explotar detrás de la casa de las Misioneras Agustinas, una vez habían huido buena parte de los civiles sobrevivientes.

## El día después
En la mañana del día 3 de mayo, las FARC-EP anunciaron haber retomado el control de Bellavista y permitieron que una comisión regresara a la localidad para evacuar a los heridos, reconocer y enterrar a los muertos en un lugar en las afueras de Bellavista pero tuvieron que desistir al reiniciarse los combates. Por fin entre los días 4 y 5 de mayo se finalizó el entierro de los cadáveres, sin que se pudiera proceder a su levantamiento oficial debido a la ausencia de autoridades competentes.
Entre los días 2 y 3 de mayo, la casi totalidad de los aproximadamente 1000 habitantes de Bellavista se refugió en Vigía del Fuerte.

## Responsabilidad
Como consecuencia de los sucesos de Bellavista la Oficina en Colombia del Alto Comisionado para los Derechos Humanos  procedió a investigar la posible vulneración del Derecho Internacional Humanitario para lo que llevó a cabo una labor de examen y entrevistas sobre el terreno en los días posteriores a la masacre, una vez se hubo estabilizado un mínimo la situación en la zona con la llegada del ejército nacional y el abandono de las FARC-EP de la zona. En sus conclusiones el Informe de la Oficina en Colombia del Alto Comisionado de las Naciones Unidas para los Derechos Humanos sobre su Misión de Observación en el Medio Atrato. 20 de mayo de 2002  señalaron la responsabilidad de los actores en el conflicto de la siguiente manera:
- "Las FARC-EP tienen responsabilidad en la muerte violenta de más de 100 civiles, las lesiones de más de 80 personas y la destrucción de bienes civiles, causadas por el lanzamiento de pipetas, en el marco de un enfrentamiento armado con un grupo de paramilitares."(página 14)[6]

- "La autoría de estos hechos por parte de miembros de las FARC-EP fue reconocida públicamente por la guerrilla, como un “error” [En el Anexo VI -página 49- del Informe de la Oficina en Colombia del Alto Comisionado de las Naciones Unidas para los Derechos Humanos sobre su Misión de Observación en el Medio Atrato. 20 de mayo de 2002[6] se puede ver el fascimil de este comunicado de las FARC-EP].  Debe aclararse que ese “error” constituye una infracción a las normas humanitarias, pues viola abiertamente las prescripciones internacionales al respecto." (página 15)[6]

- "Estas conductas constituyen un ataque a la población civil y con ellas se ha infringido el artículo 3 común a los cuatro Convenios de Ginebra y el artículo 13 del Protocolo II Adicional a esos Convenios. Violan especialmente los principios humanitarios de distinción, limitación y proporcionalidad, así como de inmunidad de la población civil. El DIH exige a las partes en conflicto asegurar la protección de la población civil contra (página 15)[6]

- "Por otra parte, las conductas analizadas constituyen un ataque indiscriminado contra la población civil. Aunque la figura no está expresamente recogida en el artículo 3 común de los 4 Convenios de Ginebra ni en el Protocolo II, dentro de un conflicto armado sin carácter internacional puede considerarse así el que se realiza con infracción de los párrafos 1 y 2 del artículo 13 de dicho protocolo." (página 15)[6]

- "Como los ataques señalados han provocado la muerte de personas civiles, ellos constituyen homicidios contra personas protegidas por el DIH. En este sentido, violan específicamente el artículo 3 común de los 4 Convenios de Ginebra, en su inciso1 literal a) y el artículo 4.2) del Protocolo II." (página 15)[6]

- "Las FARC-EP son también responsables de violar la obligación de protección de los bienes culturales y de lugares de culto establecida en el artículo 16 del Protocolo II. Cabe destacar que esta disposición implica la prohibición de “cometer actos de hostilidad dirigidos contra (...) los lugares de culto” o de “utilizar los bienes protegidos en apoyo del esfuerzo militar”. Por acto de hostilidad debe entenderse “todo acto relacionado con el conflicto que cause o pueda causar daños materiales a los bienes protegidos”." (página 15)[6]
- Uno de los responsables de la masacre fue el grupo guerrillero de las FARC-EP que reconoció públicamente haber lanzado el cilindro-bomba que causó la muerte violenta de más de 90 civiles, entre ellos niños y  mujeres en estado de gestación, heridas a más de 80 personas y la destrucción de bienes civiles.[9]Estas conductas constituirían un ataque indiscriminado contra la población civil y violarían especialmente los principios humanitarios de distinción, limitación y proporcionalidad, así como de inmunidad de la población civil. Igualmente supondrían una violación de la obligación de protección de los bienes culturales y de lugares de culto. Del mismo modo se las encontró responsables de los múltiples y masivos desplazamientos que generan sus acciones.

- También encontró responsables de los hechos a los paramilitares de las AUC pues al participar en operaciones bélicas en el seno del poblado donde se apostaron, expusieron e incrementaron el riesgo para la población civil ante los peligros de las acciones militares violando los principios de distinción y de inmunidad de la población civil, lo que constituiría un ataque a la población civil. Del mismo modo se les hace responsables de haber incumplido la obligación de protección de los bienes culturales y de culto y a la prohibición de utilizar los bienes protegidos en apoyo del esfuerzo militar y de haber obligado al desplazamiento masivo de la población civil de la región.

Aunque no se refiere directamente a la masacre sino a sus consecuencias, también investigadas por la Oficina de Naciones Unidas, se encontró a las AUC responsables por su actuación y presencia en los cascos urbanos de Bellavista y Vigía del Fuerte, durante los días posteriores al 2 de mayo y por las denuncias de pillaje a la población civil que se efectuaron ante los investigadores internacionales.
- Por la inacción del estado colombiano se responsabilizó igualmente a este considerando que había hecho dejación de funciones al no ocuparse de prevenir (falta de respuesta a las alarmas y de medidas para evitar los hechos), proteger y garantizar la vida de los civiles víctimas del conflicto.[6]

- El informe del alto comisionado elevo la Masacre de Bojaya, al nivel de Crimen de guerra cuando asegura que: "Debe advertirse que algunas infracciones al DIH, por su particular gravedad, constituyen crímenes de guerra. Entre ellas se incluyen el homicidio contra personas protegidas, el ataque contra la población civil, el ataque contra los lugares de culto y el desplazamiento forzado."

Con fundamento en pruebas técnicas y testimoniales aportadas por la Fiscalía General de Colombia, el Juzgado Primero Penal del Circuito de Quibdó condenó el 14 de marzo de 2010 a 12 guerrilleros de las Farc (Oberto Peña Hernández, alias ‘El Mambo’, Manuel Aurelio Cuesta Mosquera, alias ‘Chombo’, Wenceslado Girón Córdoba, alias ‘Mano de Oro’, Wilmar Asprilla Allín, alias ‘Poloncho’, José Rivas Palacios, Héctor Emilson Cuesta Cuesta, alias ‘Pescadito’, Harbey Torres Ayala, alias ‘Isaías’, Humberto Torres Ayala, alias ‘El Yea’, Manuel Neftalí Mosquera González, alias ‘Neftalí’, Israel Alberto Zúñiga Iriarte, alias ‘Benkos Biohó’, Luis Fernando Mora Pestaña o Virgilio Antonio Vidal Mora, y Alberto José Zúñiga Iriarte, alias ‘Pablo’) a 36 años y seis meses de prisión, cada uno, por la masacre de 74 personas en el municipio de Bojayá (Chocó). Los guerrilleros de las FARC fueron hallados responsables de 74 homicidios en persona protegida, 53 lesiones personales en persona protegida, actos de terrorismo, utilización de medios y métodos de guerra ilícitos, destrucción o utilización ilícita de bienes culturales y de lugares de culto. Los 12 guerrilleros condenados
El estado fue condenado a pagar una millonaria indemnización por su responsabilidad en la masacre cometida por las FARC-EP en Bojayá, Chocó, en la que fueron asesinadas 79 personas (sin contar los muertos posteriores), en mayo de 2002. 
El Juzgado Primero Administrativo de Quibdó determinó en dos sentencias, que el ministerio de Defensa, a través del Ejército y la Policía, tiene que pagar más de 1.552 millones de pesos a los familiares de dos de las víctimas de la masacre de Bojayá.
De acuerdo con el fallo, la Nación fue declarada administrativamente responsable por la muerte de dos habitantes de Bojayá, por no haber protegido a la población de ese municipio, a pesar de una alerta temprana emitida por la Defensoría del Pueblo, el 24 de abril de 2002, ocho días antes de los hechos.

## Epílogo
El gobierno y el ejército colombianos se mostraron inconformes con el informe y se manifestaron en contra de la responsabilidad que les atribuyó la investigación, en especial en lo referente a la connivencia de los cuerpos de seguridad del estado con grupos de autodefensa ilegales. Ello obligó a la entonces Alta Comisionada de la ONU, Mary Robinson, a intervenir en defensa de la investigación y el trabajo de Anders Kompass. Todo ello desembocó en el fin de la misión el 14 de junio de 2002 tras tres años en Colombia.
La justicia militar y la Procuraduría, dejada a un lado toda posible responsabilidad en lo referido al paso y actuaciones francas por parte de la AUC, se limitaron a investigar los responsables de los hechos por parte de las FARC-EP y a los militares del ejército implicados “por omisión”en los hechos.
El general Montoya fue uno de ellos. Continuó su carrera, fue ascendido y alcanzó el grado de comandante del ejército, aunque ha sido señalado por informes de inteligencia estadounidenses de haber trabajado junto con las AUC en la Operación Orión, en la reconquista de la Comuna 13 de Medellín, en octubre de 2002. Por lo que se refiere al teniente coronel Pulido Rojas en 2004 fue responsabilizado de negligencia por este caso y sancionado con una suspensión de 90 días por la Procuraduría.
El Presidente Álvaro Uribe inició negociaciones para la desmovilización de los grupos de Autodefensa a la que se acogió Freddy Rendón, al mando del contingente AUC el día de la masacre de Bojayá. También bajo su mandato se finalizaron las obras de Nuevo Bellavista.  Freddy Rendón, “El Alemán”, se desmovilizó en agosto de 2006, en el marco de polémicas negociaciones con el gobierno de Álvaro Uribe. En el proceso judicial consiguiente se responsabilizó de la masacre al sacerdote Antún, por haber reunido a los habitantes en la iglesia y haber cerrado el portón.
En la zona, tras los hechos de 2002 que destruyeron varios de los inmuebles, unidos a las continuas inundaciones que causaban grandes daños, se puso en marcha un proyecto denominado "Reubicación con dignidad" de la mano de la Agencia Presidencial para la Acción Social por el cual a los supervivientes se les hizo entrega de un nuevo poblado, Nuevo Bellavista, al que fueron compelidos a mudarse en septiembre de 2007. Construido a un kilómetro del lugar original, fue inaugurado el 13 de octubre por el presidente Álvaro Uribe acompañado de una delegación estadounidense encabezada por el secretario de Comercio de ese país, Carlos M. Gutiérrez.
En los márgenes del río Atrato existe un fuerte despliegue militar y de fuerzas de seguridad del estado pero sus afluentes siguen en manos del Clan del Golfo.
En el marco de los Diálogos de paz entre el gobierno de Juan Manuel Santos y las FARC-EP, las FARC-EP pidieron perdón a las víctimas y sobrevivientes de la masacre.
Bojayá es la ciudad colombiana más favorable al acuerdo de paz, que aprobó por un 97% en el plebiscito de 2016.